# Libertad Jolnishtie 2da. Sección
Libertad Jolnishtie 2da. Sección är en ort i Mexiko.   Den ligger i kommunen Tila och delstaten Chiapas, i den sydöstra delen av landet, 700 km öster om huvudstaden Mexico City. Libertad Jolnishtie 2da. Sección ligger 165 meter över havet och antalet invånare är 827.
Terrängen runt Libertad Jolnishtie 2da. Sección är kuperad norrut, men söderut är den bergig. Runt Libertad Jolnishtie 2da. Sección är det ganska tätbefolkat, med 111 invånare per kvadratkilometer. Närmaste större samhälle är El Limar, 11,5 km öster om Libertad Jolnishtie 2da. Sección. I omgivningarna runt Libertad Jolnishtie 2da. Sección växer i huvudsak städsegrön lövskog.